# Rafael Pou
Rafael Pou Sastre (Algaida, Islas Baleares, 31 de julio de 1909 - Palma de Mallorca, 28 de mayo de 1936) fue un ciclista y español, profesional entre 1930 y 1933 y 1936.
En el año 1930 venció en el Campeonato de Baleares en pista y en ruta. En ciclismo en ruta su mejor temporada fue en el año 1935 en la que consiguió terminar 27º en la  Vuelta a España y un 2º puesto en el critérium GP Vizcaya y un 3º en la carrera Reus - Barcelona - Reus. Fue el primer mallorquín en participar en la Vuelta a España.
Falleció debido a las heridas causadas en un accidente mientras entrenaba tras moto en el Velódromo de Tirador de Palma de Mallorca.

## Resultados en Grandes Vueltas y Campeonato del Mundo
Durante su carrera deportiva ha conseguido los siguientes puestos en las Grandes Vueltas y en los Campeonatos del Mundo en carretera:
| Carrera         | 1935 |
| --------------- | ---- |
| Giro de Italia  | -    |
| Tour de Francia | -    |
| Vuelta a España | 27º  |
| Mundial en Ruta | -    |

-: No participa

Ab.: Abandono

X: Ediciones no celebradas